# Château Morin
Le château Morin est un château situé sur la commune de Bassens, dans le département de la Gironde.

## Historique
Il est partiellement détruit par un incendie en 2001 ; chapelle à abside semi-circulaire. Attribuables à l'architecte Louis Combes.
Le château est inscrit au titre des monuments historiques depuis le 1er juin 1965.